# MV Alta
Pour les articles homonymes, voir Alta.
MV Alta est un navire marchand abandonné actuellement situé en Irlande. Construit en 1976 sous le nom de Tananger, Alta a été abandonné en mer en octobre 2018 et s'est échoué en Irlande en février 2020, où son épave est restée.

## Histoire
MV Alta est construit en 1976 sous le nom de Tananger et a plusieurs autres noms avant de devenir l'Alta en 2017. En 2015, le navire est équipé d'un système d'identification automatique (AIS) qui permet de suivre ses mouvements. Le navire allume et éteint périodiquement l'AIS, ce qui est inhabituel pour un tel navire. La désactivation fréquente de l'AIS, tout comme les nombreux changements de nom du navire au cours de ses dernières années, pourrait indiquer une activité illégale.

## Abandon

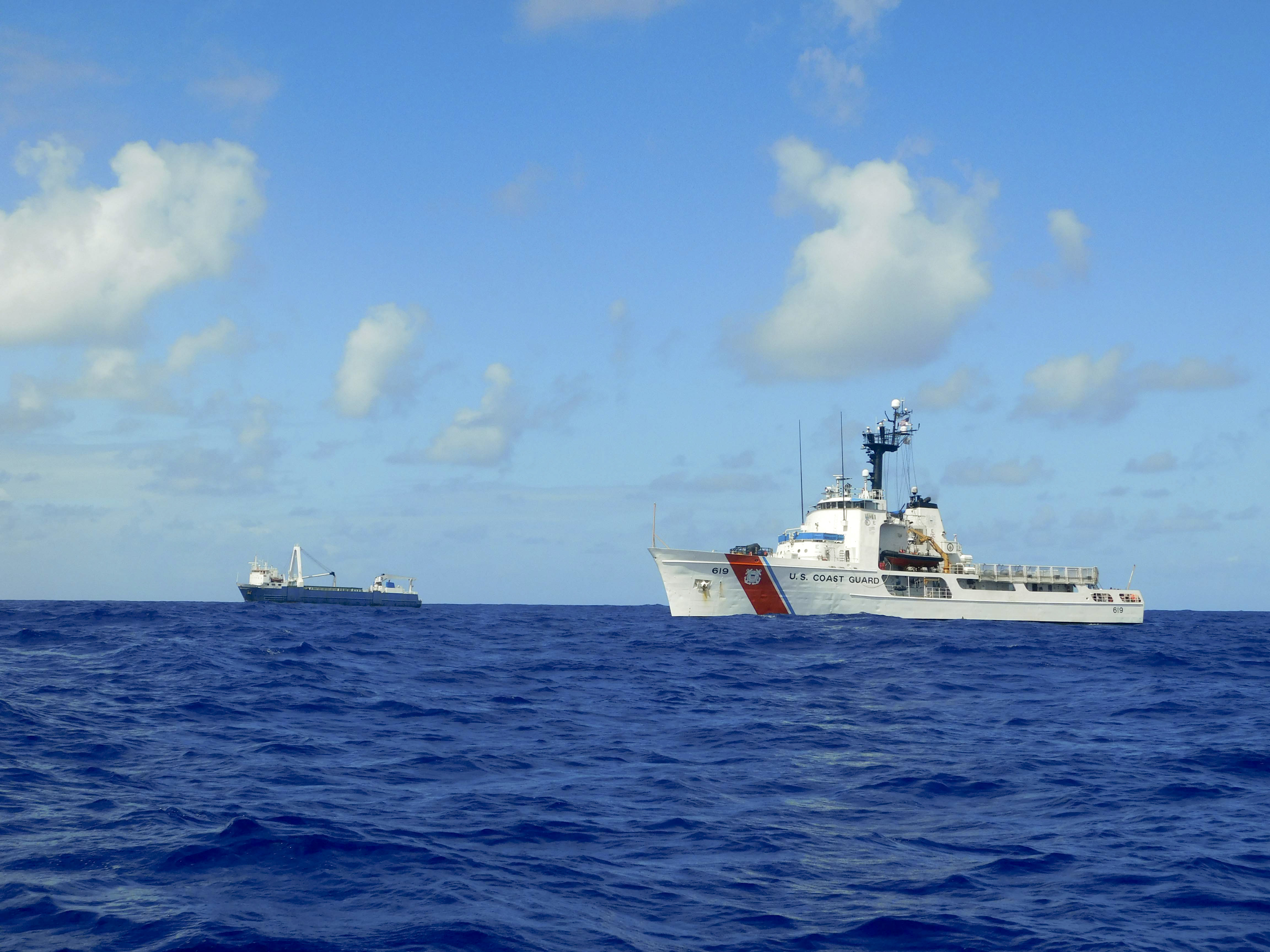
La garde côtière américaine en train de secourir le MV Alta en octobre 2018

En octobre 2018, le navire effectue un voyage de Grèce à Haïti. Un voyage aussi long est inhabituel pour un navire de ce type et de cette taille, qui reste généralement plus près des côtes. Les moteurs du navire tombent en panne dans l'océan Atlantique, laissant l'équipage bloqué. La garde côtière américaine secourt l'équipage environ 2 200 km au sud-est des Bermudes, et le navire est abandonné en mer.
Après son abandon, la trajectoire du navire est mal connue. Un rapport non vérifié suggère qu'il pourrait avoir été remorqué vers le Guyana et possiblement détourné, pour être abandonné une deuxième fois. Le navire fantôme est ensuite aperçu par le HMS Protector, en août ou septembre 2019, près des Bermudes. Après cette observation, il continue probablement à dériver à faible vitesse avant d'arriver finalement en Irlande. Cependant, l'AIS ne fonctionnant pas depuis son abandon, sa trajectoire réelle reste incertaine.

## Échouage
Le 16 février 2020, l'Alta s'échoue sur la côte irlandaise près de Ballycotton, Cork pendant la tempête Dennis,,. Il existe peu de navires fantômes dans l'histoire moderne ce qui, combiné à la longue durée passée à flotter sans équipage ni capitaine en mer (18 mois), pique l'imagination et la curiosité du public mondial.
La responsabilité de l'épave incombe au ministre irlandais de la Marine conformément au Salvage and Wreck Act 1993, jusqu'à ce qu'un receveur de l'épave soit nommé. Malgré les efforts déployés pour déterminer la propriété du navire — afin que l’État irlandais puisse essayer de recouvrer les coûts encourus — la propriété n’est pas encore établie en décembre 2020,. Alta a déjà fait l'objet d'un différend de propriété, ayant peut-être été détourné et remorqué vers le Guyana, mais des efforts sont faits pour déterminer où il a été enregistré pour la dernière fois. Certains rapports suggèrent que le navire naviguait sous un pavillon panaméen lorsque son équipage a été secouru et qu'il a été abandonné en octobre 2018, tandis que d'autres rapports suggèrent qu'il a été immatriculé en Tanzanie.
Bien que la valeur de la ferraille commerciale du navire soit faible, le coût pour le Trésor irlandais de l'enlèvement de l'épave pourrait dépasser 10 millions d'euros. Soixante-deux barils pleins de pétrole sont finalement retirés de l'épave par hélicoptère. Par la suite, le navire est scellé et rendu inaccessible.
En octobre 2020, l'épave est si détériorée que le conseil du comté de Cork craint que le navire se brise. Le comté demande l'aide du gouvernement irlandais pour retirer le navire. Trois options sont envisagées pour l'épave : laisser le navire en place, le remorquer vers la mer et le laisser couler, ou le démonter et le mettre au rebut.